# Rune Olijnyk
Rune Olijnyk född 27 december 1968 i Lørenskog i Akershus fylke, är en norsk tidigare backhoppare som representerade Lørenskog Idrettslag.

## Karriär
Rune Olijnyk debuterade i världscupen 3 december 1989 i Thunder Bay i Kanada. Han blev nummer 34 i sin första världscuptävling. 28 december samma år startade han i sin första tysk-österrikiska backhopparvecka i Oberstdorf 28 december 1989. Han blev nummer 9 i öppningstävlingen och nummer 8 sammanlagt i backhopparveckan 1989/1990. Det blev hans bästa sammanlagtresultat i backhopparveckan. I världscupen blev han nummer 17 toatalt som bäst, säsongen 1990/1991.
Olijnyk deltog i VM i skidflygning på hemmaplan i Vikersund 25 februari 1990. Han blev nummer 42 av 56 startande. Dieter Thoma från dåvarande Västtyskland vann tävlingen.
Under Skid VM 1991 i Val di Fiemme i Italien startade Olijnyk i alla backhoppstävlingarna. I första tävlingen, laghopp, blev han tillsammans med lagkamraterna Espen Bredesen, Kent Johanssen och Jon Inge Kjørum nummer fyra, 50,9 poäng efter segrande Österrike och 22,8 poäng från en bronsmedalj. I stora backen lyckades Rune Olijnyk att vinna silvermedaljen i en spennande duell med Franci Petek från Jugoslavien. Olijnyk slutade 1,2 poäng efter Petek och 6,3 poäng före Jens Weissflog som nu tävlade för det återförenade Tyskland). I normalbacken blev Olijnyk nummer 20.
Under olympiska spelen 1992 i Albertville i Frankrike, startade Olijnyk i lagtävlingen tillsammans med Magne Johansen, Lasse Ottesen och Espen Bredesen. Det norska laget blev nummer 7. Norge var hela 106,4 efter segrande Finland och 82,1 poäng från prispallen.
Rune Olijnyks sista internationella tävling var i Holmenkollen 15 mars 1992. Han slutade som nummer 50 och avslutade backhoppskarriären.